# Csokphjon
A csokphjon (hangul: 족편, RR: jokpyeon) marhalábból, inakból és bőrből sűrű, kocsonyás állagúra főzött, formába öntött, majd kihűlés után felszeletelt tradicionális koreai étel. Szószba mártva fogyasztják, ez lehet szójaszószból és ecetből készült szósz, illetve szeudzsotkuk (saeujeotguk). Leginkább koreai újév idején szokás készíteni. Egyik változata a jongbong csokphjon (yongbong jokpyeon) (용봉족편), mely fácánhússal készül (a marhaláb mellett).